# El asesinato del duque de Guisa (película)
El asesinato del duque de Guisa es una película francesa realizada en 1897 por Georges Hatot bajo la dirección de Alexandre Promio para los hermanos  Lumière, en la serie denominada Vistas históricas. Esta película histórica pone en escena el asesinato de Enrique I de Guisa sobre orden del rey Enrique III de Francia durante Estados Generales de 1588-1589 en el Castillo de Blois. Fue exhibida en Lyon el 31 de octubre de 1897.
Es una película típica de los primeros años del cinematógrafo: de una única escena, sin sonido, en blanco y negro, su bobina de 17 metros produce una proyección de alrededor de un minuto.
Fue filmada en la misma escenografía decorada usada en La Mort de Robespierre, otra de las 'Vistas históricas'. Además de esta pintura representativa de una arquitectura gótica, la decoración comprende una cama, ya que el duque de Guisa fue asesinado en el dormitorio real del castillo de Blois.
En 1974, la Antología del cine de L'Avant-scène clasifica la película entre las 

vistas mediocremente «teatrales» que toman prestados sus peores efectos de la iconografía oficial.»

 Efectivamente, se considera generalmente que la película es una versión animada del cuadro El asesinato del duque de Guisa, la representación pictórica del acontecimiento que había sido hecho en 1834 por Paul Delaroche, aunque esta idea se ha puesto a veces en duda.